# Campeonato de Primera División 1898 (Argentina)
El campeonato de Primera División 1898, llamado oficialmente Championship Cup 1898, fue el séptimo torneo organizado por The Argentine Association Football League. Comenzó en el mes de mayo y finalizó el 11 de septiembre, y se jugó en dos ruedas de todos contra todos.
En lo que fue su último logro, el Lomas Athletic Club se consagró campeón por quinta vez y sexta vez para la institución, siendo el primer hexacampeón del fútbol argentino. El título lo consiguió en un nuevo desempate, esta vez frente al Lobos Athletic Club.

## Incorporaciones y relegamientos
| Pos  | Equipos incorporados |
| ---- | -------------------- |
| Afil | United Banks         |
| Reaf | Lobos Athletic       |

| Pos | Equipos relegados en la temporada 1897 |
| --- | -------------------------------------- |
| Dis | Belgrano Athletic "B"                  |
| Des | Flores Athletic                        |

## Tabla de posiciones final
| Pos | Equipo            | Pts | PJ | G | E | P  | GF | GC | DIF |
| --- | ----------------- | --- | -- | - | - | -- | -- | -- | --- |
| 1.º | Lomas Athletic    | 20  | 12 | 8 | 4 | 0  | 20 | 4  | 16  |
| 1.º | Lobos Athletic    | 20  | 12 | 9 | 2 | 1  | 21 | 6  | 15  |
| 3.º | Belgrano Athletic | 17  | 12 | 8 | 1 | 3  | 24 | 10 | 14  |
| 4.º | Lanús Athletic    | 13  | 12 | 6 | 1 | 5  | 29 | 12 | 17  |
| 5.º | United Banks      | 10  | 12 | 4 | 2 | 6  | 16 | 20 | -4  |
| 6.º | Palermo Athletic  | 4   | 12 | 2 | 0 | 10 | 10 | 47 | -37 |
| 7.º | Banfield          | 0   | 12 | 0 | 0 | 12 | 3  | 24 | -21 |

|  | Jugaron un desempate por el campeonato.  |
|  | Fueron desafiliados.                     |
|  | Pasó voluntariamente a Segunda División. |

## Desempate del primer puesto

### Primer encuentro anulado
| Partido                                                                                      | Partido   | Partido        | Partido                | Partido      | Partido |
| Equipo 1                                                                                     | Resultado | Equipo 2       | Estadio                | Fecha        |         |
| -------------------------------------------------------------------------------------------- | --------- | -------------- | ---------------------- | ------------ | ------- |
| Lomas Athletic                                                                               | 1 - 0     | Lobos Athletic | Barker Memorial School | 28 de agosto |         |
| El encuentro fue anulado por la AAFL por protesta de Lobos AC. Se ordenó un segundo partido. |           |                |                        |              |         |

### Segundo encuentro
| Partido        | Partido   | Partido        | Partido                | Partido          | Partido |
| Equipo 1       | Resultado | Equipo 2       | Estadio                | Fecha            |         |
| -------------- | --------- | -------------- | ---------------------- | ---------------- | ------- |
| Lomas Athletic | 2 - 1     | Lobos Athletic | Barker Memorial School | 11 de septiembre |         |

## Desafiliaciones y afiliaciones
United Banks y Palermo Athletic se desafiliaron, mientras que Banfield pasó voluntariamente a la recién creada segunda división de 1899. Al no haber incorporaciones para el torneo de 1899, el número de participantes se redujo a 4.